# محمد بوزداغ
محمد بوزداغ (بالتركية: Mehmet Bozdağ) هو كاتب سيناريو منتج ومخرج تركي، عمل في كتابة السيناريو للأفلام الوثائقية، في شركة الإخراج «ميراي فيلم» ومن أعماله كوت العمارة والمؤسس عثمان التي عرضت على قناة تي أر تي 1 وأي تي في، وُلد عام 1983 في مدينة قيصري التركية، من أبرز أعماله كتابة وإنتاج مسلسل قيامة أرطغرل 

## أعماله
درس بوزداغ في جامعة صقاريا، تركيا.
شارك في عدة أعمال كمنتج أو ككاتب:
| - الحلم الأخير Son Rüya (2009) - المدن الأشقاء Kardeş Şehirler (2009) - Ustalar, Alimler ve Sultanlar (2010) - قيامة أرطغرل (2014-2019) - الملحمة (2021-2022) | - يونس أمره (2015-؟) - كوت العمارة (2018-2019) - المؤسس عثمان (2019-إلى الآن) - جلال الدين خوارزم شاه (2020-2023) - الأتراك قادمون |

في مايو 2020، أعلن بوزداغ أنه يريد التعاون مع باكستان لإنتاج مشترك في المستقبل.

## جوائز
| السنة | جائزة               | العمل        | صنف               | النتيجة | Ref.   |
| 2017  | السعفة الذهبية      | قيامة ارطغرل | أفضل كاتب سيناريو | فوز     | [ 11 ] |
| 2020  | Turkey Youth Awards | المؤسس عثمان | منتج العام        | فوز     | [ 12 ] |
| ----- | ------------------- | ------------ | ----------------- | ------- | ------ |

## وصلات خارجية
- محمد بوزداغ على موقع IMDb (الإنجليزية)
- محمد بوزداغ على موقع قاعدة بيانات الفيلم (الإنجليزية)
- محمد بوزداغ على موقع كينوبويسك (الروسية)

- محمد بوزداغ في قاعدة بيانات الأفلام على الإنترنت